# 漢巴克 (堪薩斯州)
漢巴克（英語：Hanback）是位於美國堪薩斯州諾頓縣的一個鬼鎮。

## 歷史
漢巴克的郵政局於1884年設立，直到1892年結束營運。

## 地理
漢巴克所處的海拔為高於海平面697米（即2287英呎），而該地所採用的時區為UTC-6，即北美中部時區（CST）。同時該地設有夏令時間，為UTC-6調快一小時，即UTC-5（CDT）。